# Jacques Winsberg
Jacques Winsberg est un artiste peintre figuratif français né à Paris le 17 mars 1929. Rangé dans la seconde École de Paris, il vécut successivement à Eygalières (Bouches-du-Rhône), puis à Belvézet (Gard) où il est mort le 10 juin 1999.

## Biographie

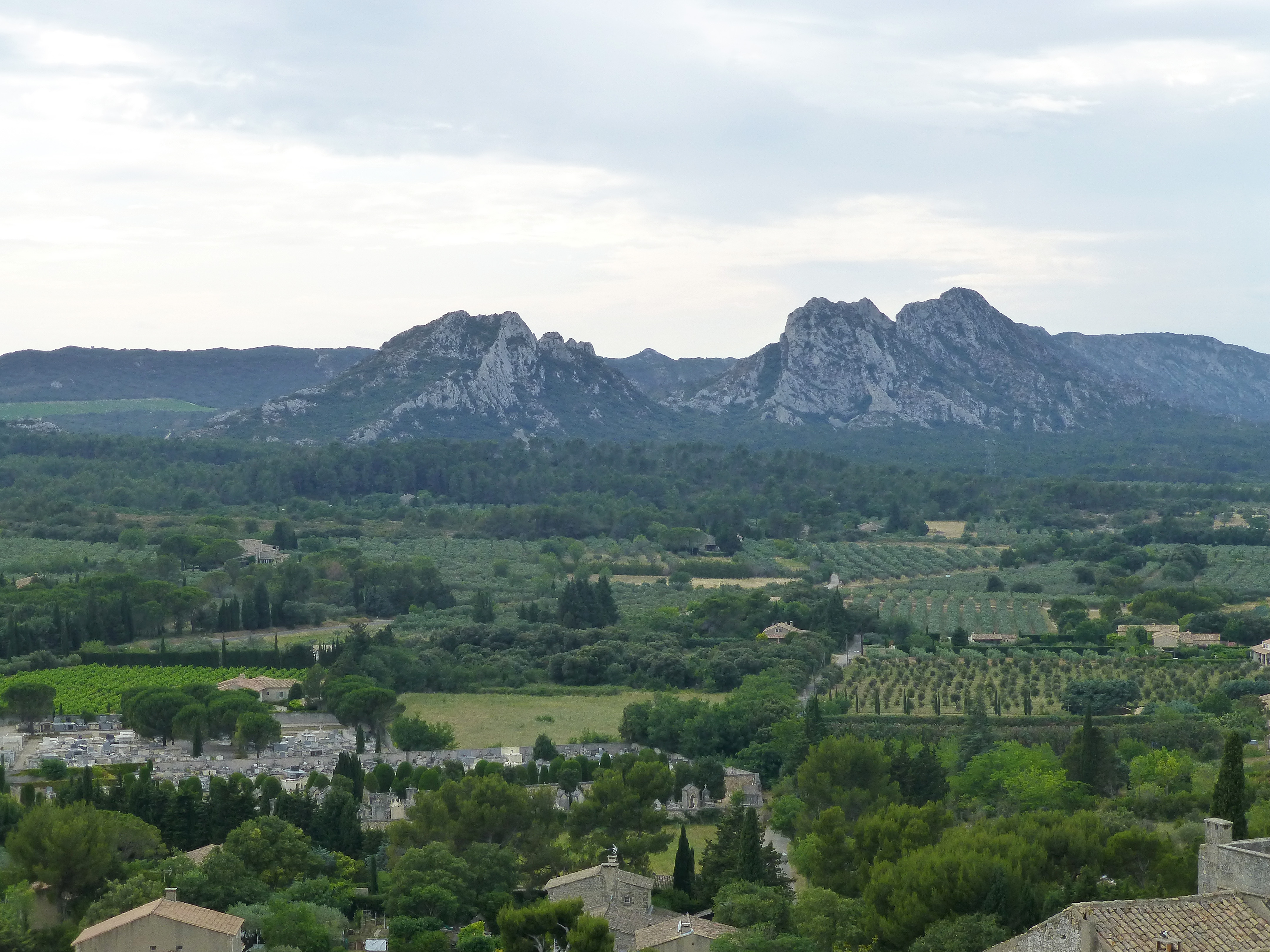
Eygalières.

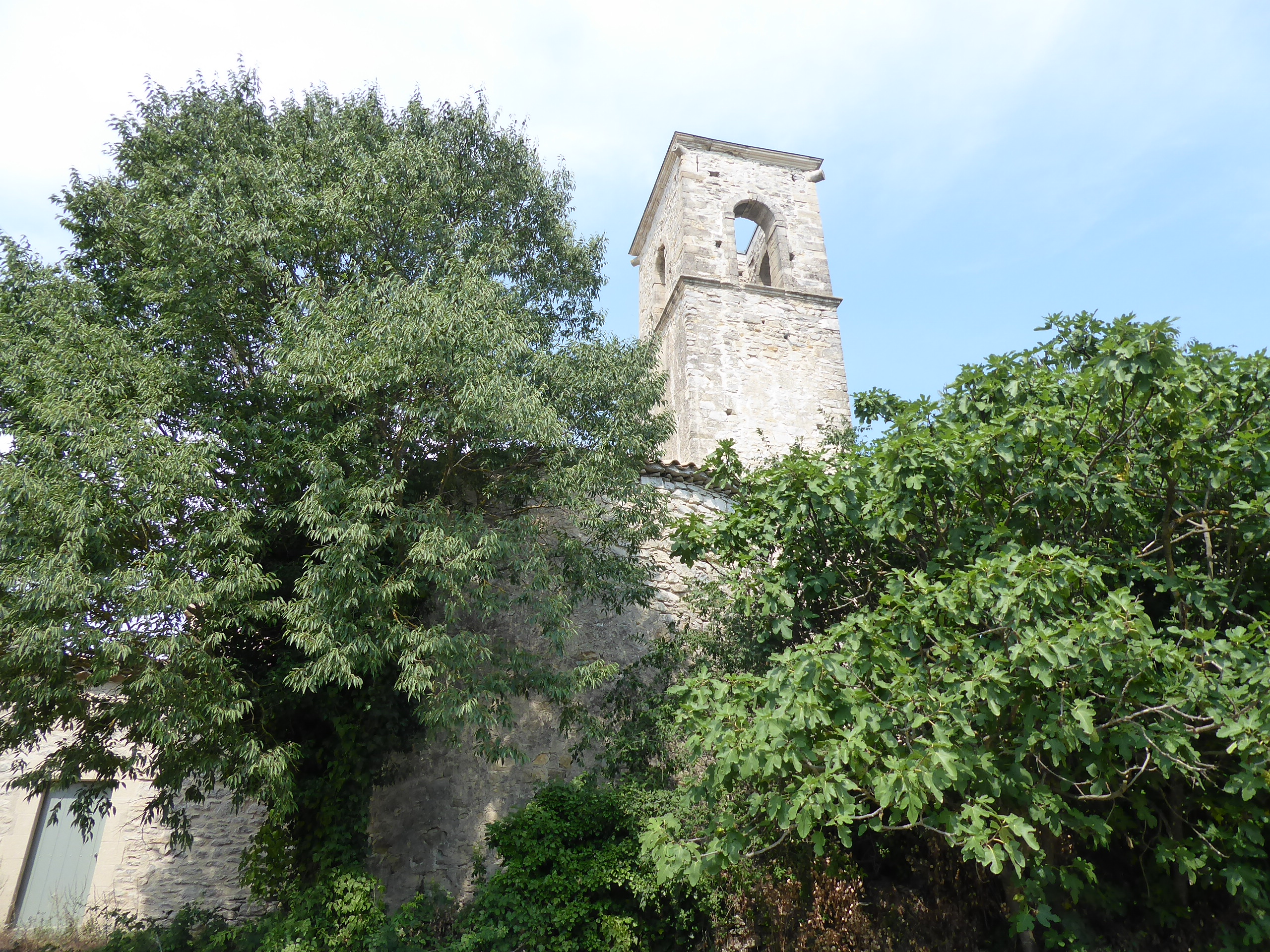
Belvézet.

Jacques Winsberg commence à pratiquer la peinture en autodidacte à l'âge de 17 ans, en même temps que, homme de scène, il est membre de la troupe des Comédiens de Provence : il est tour à tour l'un des interprètes de la pièce Huis clos de Jean-Paul Sartre, mime et chanteur de cabarets.
Il s'installe en 1956 à Eygalières où il se lie un temps d'amitié avec Raymond Guerrier. 
Si, parallèlement à ses paysages de Camargue, Raymond Nacenta relève l'influence de ses séjours en Espagne sur son travail, il est également situé avec Bernard Buffet parmi les acteurs en peinture d'un « nouveau réalisme » par lequel on désigne le courant misérabliste qui suit la Seconde Guerre mondiale.
Jacques Winsberg meurt le 10 juin 1999 en son mas de Belvézet et repose au cimetière du village.

## Expositions

### Expositions personnelles

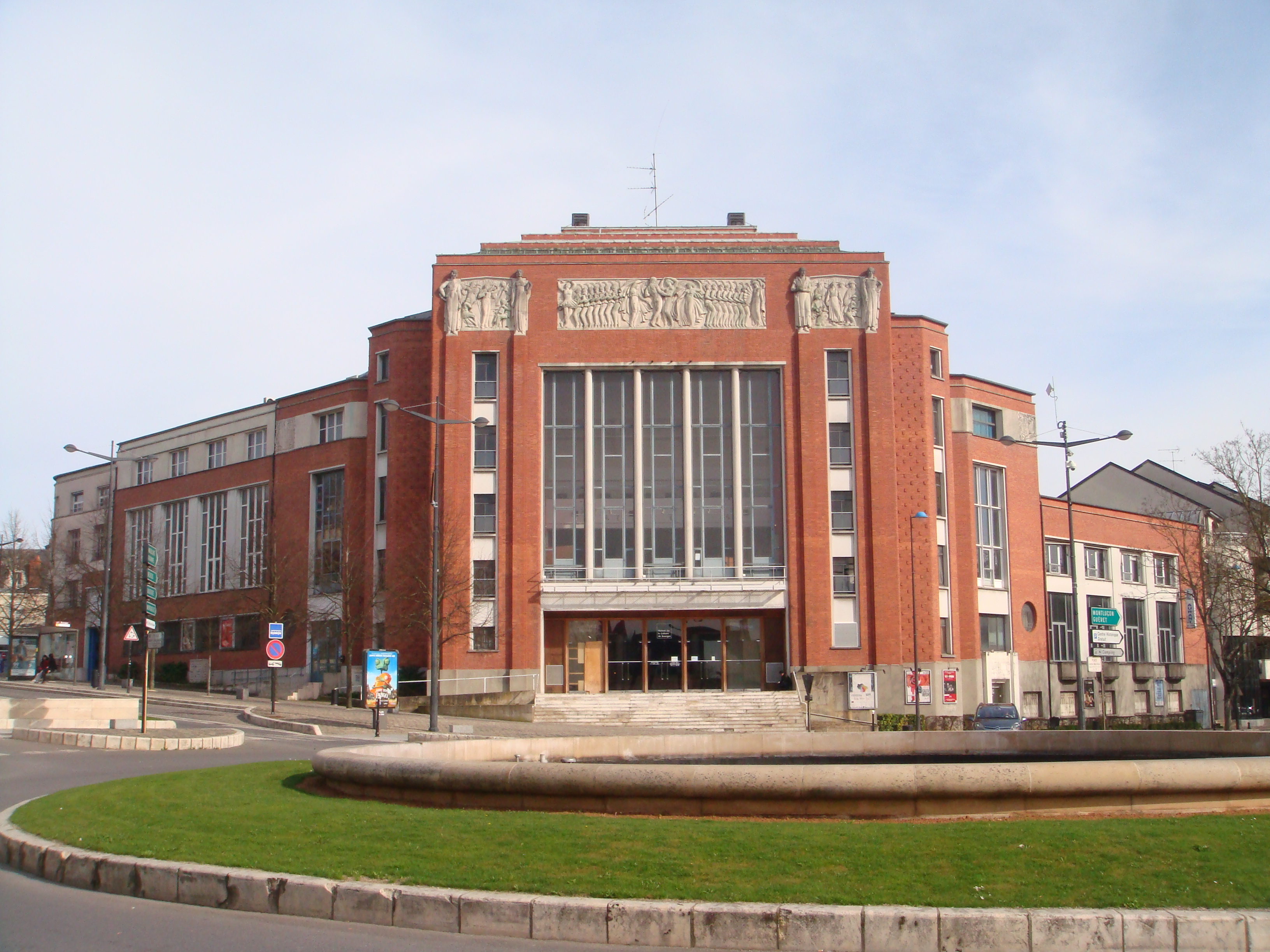
Maison de la culture de Bourges.

- Galerie Breteau, Paris, 1954[2], 1956.
- Galerie Simone Badinier, Paris, 1957, 1958[6].
- Musée de l'Athénée, Genève, 1967[3].
- Centre culturel de la Sada, Nîmes, 1969[3].
- Maison de la culture de Bourges, 1971[3].

### Expositions collectives
- Salon des indépendants, Paris, 1954[6].
- Salon d'automne, Paris, sociétaire en 1954[7], 1955, 1957.
- Salon de la Jeune Peinture, Paris, 1954[6].
- École de Paris, Galerie Charpentier, Paris, 1957.
- Salon Comparaisons, Paris, 1957[6].
- Biennale de jeune peinture et de jeune sculpture, pavillon de Marsan, Paris, 1957[6].
- Biennale de la Jeune Peinture contemporaine, Bruxelles, 1958.
- 1re Biennale de Paris, 1959[6].
- Musée des Beaux-Arts de Caracas, 1959[3].
- Salon des artistes français, Paris, 1977.
- Vues : un siècle de regards sur les Alpilles - Auguste Chabaud, Albert Gleizes, Raymond Guerrier, André Marchand, Mario Prassinos, Maurice-Élie Sarthou, René Seyssaud, Jacques Winsberg, Musée Estrine, Saint-Rémy-de-Provence, mars-mai 2015[8].
- Participations non datées : Salon d'art sacré, Salon Terres latines, Salon de mai[3].

## Réception critique
- « Il a une prédilection pour les paysages de la Camargue qu'il peint avec une grande sincérité. » - Raymond Nacenta[2]
- « Peintre figuratif, il exprime ses sensations devant la nature et les êtres. Son œuvre se situe autour de quelques thèmes principaux : la Camargue, l'Espagne, la tauromachie, des natures mortes, des portraits. » - Dictionnaire Bénézit[3]

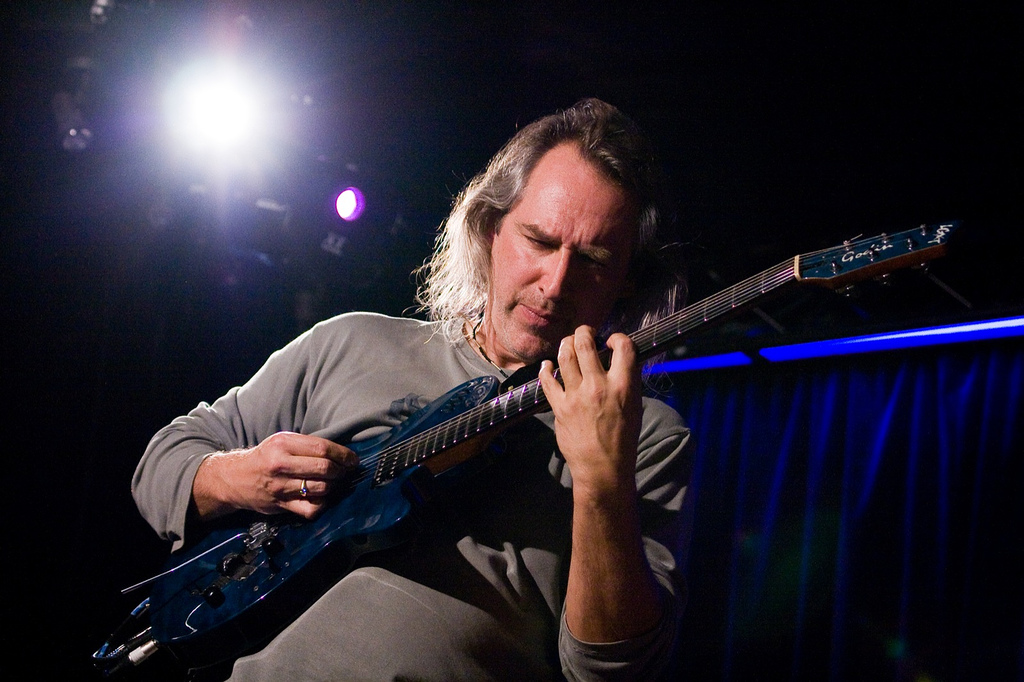
Louis Winsberg.

## Prix, distinctions, hommages
- Prix de la Jeune peinture, 1956[2].
- La pochette de l'album de Louis Winsberg Jaleo - Le bal des Suds (2015) reproduit le Visage gitan, toile peinte par Jacques Winsberg en 1958[9].

## Collections publiques

### France
- Musée d'art contemporain Arteum, Châteauneuf-le-Rouge.
- Musée d'art moderne de la ville de Paris[6] :
  - Personnage à l'intérieur, huile sur toile 89 × 130 cm, 1950.
  - Chèvres en Castille, huile sur toile 130 × 195 cm.
  - Marais bleu, huile sur toile 46 × 55 cm, 1961 (en dépôt à l'hôtel de ville de Paris).
- Fonds national d'art contemporain, Puteaux, Nature morte aux raisins, huile sur toile 50 × 100 cm, 1958[6].

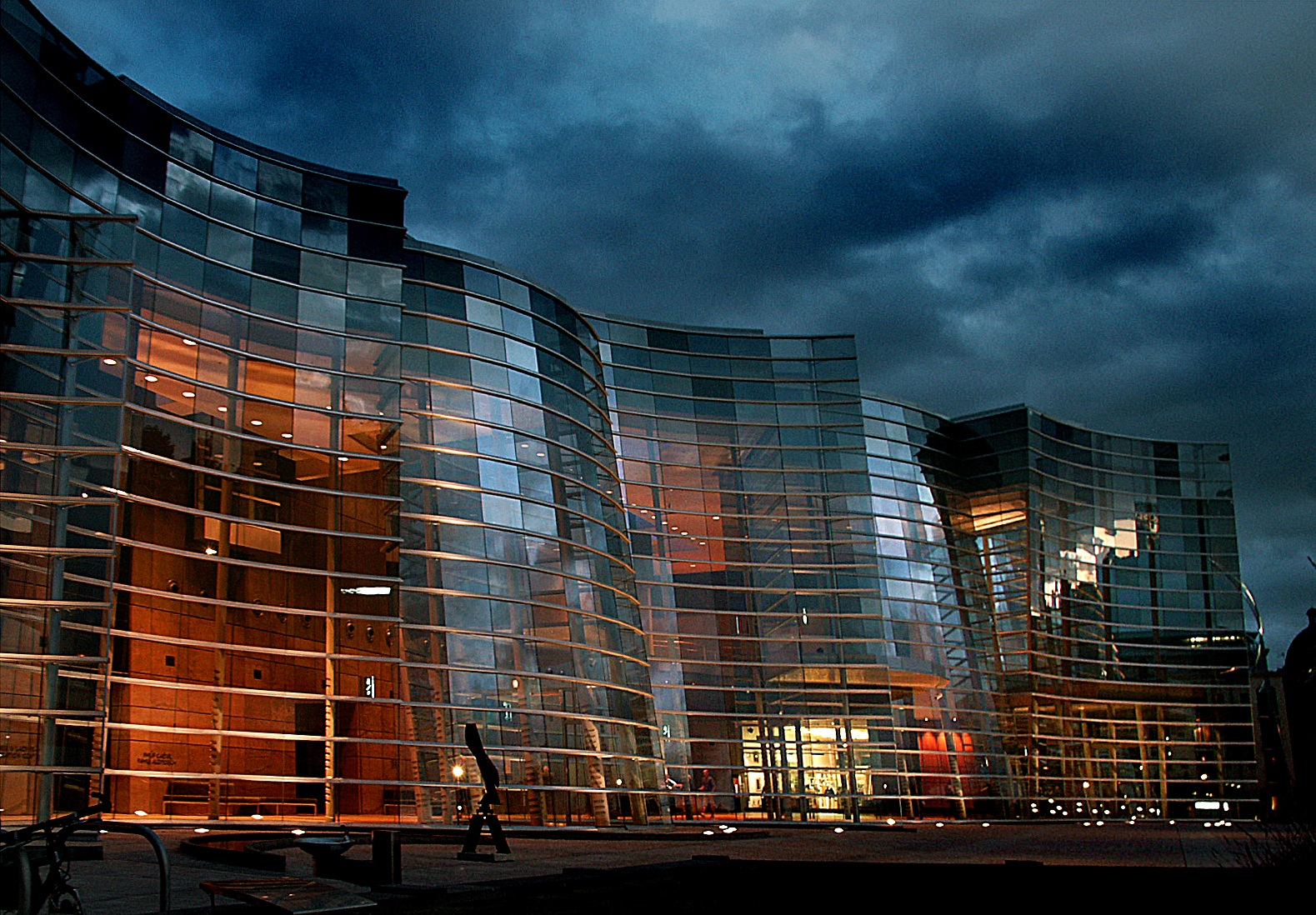
Christchurch Art Gallery.

### Nouvelle-Zélande
- Christchurch Art Gallery Te Puna o Waiwhetu (en), Christchurch, Taureaux nocturnes, huile sur toile[10].

### Royaume-Uni
- Tate Gallery, Londres[3].